# Ivančiná
Ivančiná (maďarsky Ivánkófalu, Ivánkafalva) je obec na Slovensku v okrese Turčianske Teplice. Leží v nadmořské výšce 455 metrů a její katastrální území měří 3,543 km². Žije v ní 93 obyvatel. Ve vsi stojí římskokatolický gotický kostel svatého Jana Křtitele ze začátku 14. století a neoklasicistní evangelický kostel ze začátku 20. století. V katastrálním území obce leží část chráněného areálu Ivančinské močiare. První písemná zmínka o vesnici pochází z roku 1248. V roce 1991 byla k Ivančiné přičleněna obec Dvorec.